# Salon des Tuileries
Le Salon des Tuileries est une ancienne exposition artistique parisienne créée le 14 juin 1923 et disparue en 1962.

## Histoire
Son premier président et cofondateur est Albert Besnard. Il est installé dès la première année en 1923, dans des baraquements à la porte Maillot à Paris, conçus dans la précipitation par les frères Perret comme locaux d'expositions. Sa localisation varie par la suite. 
Il a pour objectif de confronter toutes les écoles nouvelles sans qu'elles ne perdent rien de leur autonomie. Les œuvres sont groupées par affinités et sélectionnées. Ce salon est créé à la suite de la scission d'un groupe d'artistes d'avec le Salon La Nationale des beaux-arts dont : Edmond Aman-Jean, Albert Besnard, Antoine Bourdelle, Maurice Denis, Charles Despiau, George Desvallières, Charles Dufresne, Charles Guérin, Pierre Laprade, Ernest Laurent, Henri Lebasque, Henri Le Sidaner, Henri Martin, Lucien Simon, Adrien Karbowsky, etc.
En 1924, le Salon des Tuileries profite de la démission en masse des artistes étrangers du Salon des indépendants comme Marc Chagall, Maria Blanchard, Eberl, Feder, Foujita, Natalia Gontcharova, Gonzalez, Gottlieb, Grünewald, Alice Halicka, Henri Hayden, Kisling, Krémègne, Krogh, Lipchitz, Larionov, Mela Muter...
Ce salon est ouvert sur son époque, comme le montre la décoration du hall, avec des sculptures de l'édition de 1938 tenue au Pavillon des Arts de l'avenue Rapp, réalisées par Sonia Delaunay, Albert Gleizes, André Lhote, Jacques Villon et Robert Delaunay.
Le Salon ferme ses portes en 1962.

## Exposants connus
- Béla Vörös
- Tony Agostini
- Alexis Arapoff
- Jean Auscher
- Jules Ausset
- Eugène Baboulène
- Toshio Bando
- Bernard Bécan
- Renée Béja
- Hanna Ben-Dov
- Marcelle Bergerol
- Jehan Berjonneau
- Albert Bertalan
- Louis Berthomme Saint-André
- Abel Bertram
- Jean-Claude Bertrand
- Roger Bezombes
- Bernard Boesch
- Émile Bouneau[2]
- Marcelle Brunswig
- Henry E. Burel
- Marcelle Cahen-Bergerol
- Robert Cami
- Jacques Camus
- Georges Capon
- Jules Cavaillès
- Maurice Chabas
- Jack Chambrin
- Jean Chapin
- Paul Charlemagne
- Arturo Ciacelli
- Auguste Clergé
- Fernande Cormier
- André Cottavoz
- Maurice Crozet
- Joseph Csaky
- Eugène Dabit
- Alice Dannenberg
- Gabriel Dauchot
- Hermine David
- Bessie Davidson
- René Demeurisse
- Victor Jean Desmeures
- Charles Despiau
- André Dignimont
- Jean Dreyfus-Stern
- Jean Dries
- Raoul Dufy [3]
- Auguste Durand-Rosé
- Céline Émilian
- Henri Epstein
- Jean Fernand-Trochain
- Raymond Feuillatte
- André Foy
- Anne Français
- Roger de La Fresnaye[4]
- Jef Friboulet
- Othon Friesz
- Jean de Gaigneron
- Pierre Gilles
- Marcel Gimond
- Albert Gleizes[4]
- Natalia Gontcharova
- Julio Gonzalez
- Henriette Gröll
- René Marcel Gruslin
- Raymond Guerrier
- Richard Guino
- Henri Hayden
- Josette Hébert-Coeffin
- Jean Helleu
- Raymonde Heudebert
- Edmond Heuzé
- Cecil Howard
- Albert Huyot
- Daniel du Janerand
- Louise Janin
- André Jordan
- Georges Joubin
- Adrienne Jouclard
- Alexis Kalaeff
- Georges-André Klein
- Tristan Klingsor
- Fernand Labat
- Jean Legros
- Raymond Legueult
- Tamara de Lempicka
- Giovanni Leonardi
- Jacques Lestrille
- René Levrel
- André Lhote
- Katherine Librowicz
- Roger Limouse
- Bernard Lorjou
- Berthold Mahn
- Paul Mascart
- Jean Metzinger[4]
- Bertrand Mogniat-Duclos
- Raymond Moisset
- Henri Morisset
- Yvonne Mottet
- Marcel Mouly
- Jean Navarre
- Ernest Nivet
- Marthe Orant
- Blanche Ory-Robin
- Roland Oudot
- José Palmeiro
- Léopold Pascal
- Michel Patrix
- Éliane Petit de La Villéon
- Maurice Georges Poncelet
- Michel-Marie Poulain
- Raoul Pradier
- Joseph Pressmane
- Irène Reno
- Jeanne Rij-Rousseau
- Marcel Roche
- Morgan Russell (1930)
- Maurice Sauvayre
- Gustave Singier
- Martha Stettler
- Kostia Terechkovitch
- Jacques Thiout
- René Thomsen
- Henriette Tirman[5]
- Louis Touchagues
- Mario Tozzi
- Jean Vénitien
- Maurice Verdier
- Henri Vergé-Sarrat
- André Vignoles
- André Villeboeuf
- Jacques Villon
- Zoum Walter
- Henry de Waroquier
- Paul Welsch
- André Wilder
- Ossip Zadkine
- Gabriel Zendel

## Affiches
- 1947 - 18e Salon des Tuileries